# Pedro José Muñoz González
Pedro José Muñoz González, né le 19 mars 1963, est un homme politique espagnol membre du Parti socialiste ouvrier espagnol (PSOE).
Il est élu député de la circonscription d'Ávila lors des élections générales de mars 2004.

## Biographie

### Vie privée
Il est marié et père de deux enfants.

### Études et profession
Il réalise ses études supérieures à l'université autonome de Madrid, où il obtient une licence en droit, puis complète sa formation d'un diplôme en droit fiscal, obtenu à l'École de pratique juridique de l'université complutense de Madrid. Il exerce la profession d'avocat, inscrit aux barreaux d'Ávila et Madrid.

### Responsabilités locales
Membre du Centre démocratique et social (CDS), il est choisi comme chef de file du parti pour les élections municipales de juin 1987 dans sa ville natale de Cebreros ; la même ville qui a vu naître le fondateur du CDS et président du gouvernement Adolfo Suárez. Au soir du scrutin, le parti vire en tête en obtenant près de 65 % des suffrages exprimés, remportant une majorité absolue de huit mandats sur les onze à pourvoir. Logiquement proclamé maire de la ville le 30 juin suivant, il devient, à 24 ans, le plus jeune maire d'Espagne. Il est également choisi par le parti pour occuper l'un des dix sièges qui lui sont réservés à la députation provinciale d'Ávila. Lors des élections municipales de mai 1991, il confirme son hégémonie municipale en totalisant 77,58 % des voix et en gagnant un mandat supplémentaire. De nouveau investi à la tête de la municipalité, il joue son va tout, en octobre 1993, en mettant sa démission et celle de ses colistiers dans la balance à l'occasion d'un référendum local relatif au projet de construction d'un grand centre pénitentiaire sur le territoire de la commune. Avec une participation de 87,3 % des inscrits, le « non » l'emporte par 77 voix de différence. Une fois sa démission effective, il revient au président de la députation, Sebastián González Vázquez, de désigner une direction municipale provisoire car les sièges laissés vacants ne peuvent être tous remplacés par les candidats restants sur la liste avec laquelle le CDS s'est présenté au suffrage,.
Réélu conseiller municipal pour le compte du PSOE dès les élections suivantes de mai 1995, il conserve son mandat jusqu'en mai 2011. Entre 1999 et 2003, il est choisi comme porte-parole du groupe des élus socialistes à la députation d'Ávila. Il se porte candidat à la mairie lors des élections locales de mai 2015 et obtient le soutien de 59,31 % des électeurs ainsi que sept des onze sièges. Il est investi maire le 13 juin suivant, 28 ans après son premier mandat,.

### Député au Congrès
Élu secrétaire général du PSOE de la province d'Ávila en décembre 2000 dans le cadre du renouvellement opéré après l'arrivée de José Luis Rodríguez Zapatero à la direction nationale du parti, Pedro Muñoz est investi en première position sur la liste présentée par le parti dans la circonscription d'Ávila lors des élections générales de mars 2004. Élu au Congrès des députés après avoir remporté l'un des trois sièges en jeu, il est membre de la commission du Règlement et est choisi comme porte-parole adjoint à la commission constitutionnelle. Il abandonne cette responsabilité en avril 2006 pour devenir porte-parole titulaire à la commission de la Justice et membre suppléant de la députation permanente, puis membre titulaire à partir de juillet 2007. Il remporte un nouveau mandat lors des élections législatives de mars 2008 et devient porte-parole de son groupe à la commission du Règlement en plus de siéger à la commission constitutionnelle et à celle de la Justice. Remplacé à la tête du PSOE d'Ávila par Mercedes Martín, il devient secrétaire à l'Organisation du Parti socialiste de Castille-et-León (PSCyL-PSOE) par désignation du nouveau secrétaire général, Óscar López, en septembre 2008.
Provisoirement reconduit comme porte-parole à la commission du Règlement après la tenue du scrutin parlementaire de novembre 2011, il devient porte-parole à la commission de l'Intérieur en février 2012. Il quitte cette responsabilité en mars 2013 lorsqu'il est élu deuxième vice-président de la commission des Finances et des Administrations publiques. Reconduit pour les élections générales de décembre 2015, il est promu président de la commission de la Justice et fait son retour comme membre suppléant de la députation permanente. À l'ouverture de la douzième législature, il est choisi comme porte-parole à la commission de la Défense. Après la démission de Pedro Sánchez de son poste de secrétaire général du PSOE et la nomination d'une direction provisoire conduite par Javier Fernández, en octobre 2016, Pedro Muñoz est désigné porte-parole adjoint du groupe parlementaire, en remplacement de Sofía Hernanz, et devient titulaire à la députation permanente. Il soutient la candidature de la présidente de la Junte d'Andalousie, Susana Díaz, à l'occasion du 39e congrès fédéral du PSOE de juillet 2017. Après la facile réélection de Sánchez, il critique le choix opéré par celui-ci de nommer Margarita Robles au poste stratégique de porte-parole du groupe parlementaire car elle n'est pas membre du parti. Il est alors démis de ses fonctions et élu deuxième secrétaire de la commission de l'Intérieur et récupère ses anciennes fonctions de porte-parole adjoint à la commission de la Justice.
Après l'annonce d'élections anticipées pour le 28 avril 2019, il annonce ne pas vouloir se représenter et quitte donc le Congrès des députés.